# Bulgarian Juniors 2011
Das Bulgarian Juniors 2011 als bedeutendstes internationales Nachwuchsturnier von Bulgarien im Badminton fand vom 26. bis zum 28. August 2011 in der Sport Hall Vasil Levsky in Pasardschik statt.

## Sieger und Platzierte
| Disziplin    | Gold                              | Silber                         | Bronze                          |
| ------------ | --------------------------------- | ------------------------------ | ------------------------------- |
| Herreneinzel | Emre Lale                         | Akın Şenol                     | Tolga Özsoy                     |
| Herreneinzel | Emre Lale                         | Akın Şenol                     | Daniel Font                     |
| Dameneinzel  | Ebru Tunalı                       | Stefani Stoeva                 | Cemre Fere                      |
| Dameneinzel  | Ebru Tunalı                       | Stefani Stoeva                 | Bozhidara Topuzova              |
| Herrendoppel | Andrey Dolotov Alexandr Zinchenko | Dimitar Delchev Iwan Russew    | Emre Lale Akın Şenol            |
| Herrendoppel | Andrey Dolotov Alexandr Zinchenko | Dimitar Delchev Iwan Russew    | Alexander Verner Denis Verner   |
| Damendoppel  | Olga Morozova Natalia Rogova      | Gabriela Stoeva Stefani Stoeva | Neslihan Kılıç Ebru Tunalı      |
| Damendoppel  | Olga Morozova Natalia Rogova      | Gabriela Stoeva Stefani Stoeva | Cemre Fere Ebru Yazgan          |
| Mixed        | Iwan Russew Gabriela Stoeva       | Andrey Dolotov Natalia Rogova  | Tolga Özsoy Neslihan Kılıç      |
| Mixed        | Iwan Russew Gabriela Stoeva       | Andrey Dolotov Natalia Rogova  | Stefan Garev Bozhidara Topuzova |